# Have Love, Will Travel
Have Love, Will Travel è un brano musicale del 1959, scritto da Richard Berry.

## Cover famose
La canzone è stata successivamente interpretata:
- dal famoso gruppo garage rock The Sonics, nel loro album del 1965 Here Are the Sonics, utilizzata come colonna sonora del film del 2008 RocknRolla;
- da Paul Revere and the Raiders, in un B-side del 1964;
- da Stiv Bators, in un b-side del 1986;
- da Bruce Springsteen nel suo tour Tunnel of Love Express;
- dai Crazyhead, in un EP del 1989;
- dai Thee Headcoatees, nel loro album Have Love Will Travel del 1992;
- dai The Brandos, nel loro album del 1998, Nowhere Zone (anche se, originariamente, era stata incisa per lo sfortunato album Trial By Fire pubblicato nel 1989)
- dai The Black Keys, nel loro album Thickfreakness pubblicato nel 2003, ripresa poi nell'EP The Moan (2004);
- da James Belushi e Dan Aykroyd, nel 2005, suonata anche nel telefilm La vita secondo Jim;
- dal gruppo musicale giapponese The Portugal Japan nel 2005;
- dai The Hard Left, che dal 2006 la suonano occasionalmente durante i loro concerti;
- dai The Basics, nel loro album del 2007 Stand Out/Fit In, utilizzata nella serie tv di David Duchovny Californication;
- e dai Lady Dottie and the Diamonds nel 2008.

Inoltre è stata utilizzata per lo show della BBC Three Men in More Than One Boat.
La canzone ha ispirato il titolo della serie tv western americana Have Gun – Will Travel